# إيان غايناير
إيان غايناير (بالإنجليزية: Ian Gaynair)‏ (26 فبراير 1986 بمدينة بليز في بليز - ) هو لاعب كرة قدم بليزي في مركز الدفاع. لعب مع FC Belize ‏.

## وصلات خارجية
- إيان غايناير على موقع الاتحاد الدولي (مؤرشف)  (الإنجليزية)
- إيان غايناير على موقع قاعدة بيانات كرة القدم.إي يو (الإنجليزية)
- إيان غايناير على موقع ناشيونال فوتبول تيمز (الإنجليزية)
- إيان غايناير على موقع Soccerway.com (الإنجليزية)